# Ballyvennaght

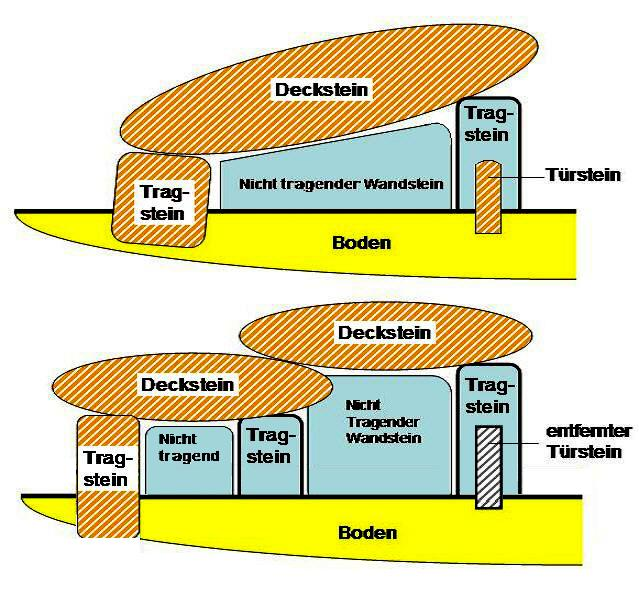
Schema Portal Tombs – Ballyvennaght (West) entspricht der Darstellung oben

Die Portal Tombs von Ballyvennaght A und B (irisch Baile Bheannacht auch Ballyvenaght oder Cloughananca 1 + 2 genannt) sind Megalithanlagen. Sie liegen östlich und nahe der A2, nordwestlich vom Loughareema See – (irisch Loch an Mhadhma), nordwestlich von Cushendun im County Antrim in Nordirland. Als Portal Tombs werden Megalithanlagen in Irland und Großbritannien bezeichnet, bei denen zwei gleich hohe, aufrecht stehende Steine mit einem Türstein dazwischen, die Vorderseite einer Kammer bilden, die mit einem zum Teil gewaltigen Deckstein bedeckt ist.
Portal Tombs kommen nahezu immer als Unikate vor. In Ballyvennaght befindet sich aber etwa 20,0 Meter voneinander entfernt je ein Portal Tomb an den Enden eines Longcairns (deutsch „Langhügels“). Das westliche (Cloughananca genannt) ist ein gut erhaltenes Beispiel, mit einem über 3,0 m langen Deckstein und einem Endstein. Die Portalsteine sind etwa 1,5 Meter hoch, ein Seitenstein fehlt. Zwischen diesem und dem zweiten Portal Tombs, das unter dem Gewicht seines Decksteins zusammengebrochen ist, sind Reste des Cairns erhalten.
Im Ballypatrick Forest liegt das in Resten erhaltene Court Tomb von Ballyvennaght. In der Nähe liegen das Passage Tomb von Carnanmore, der „Stone of Sorrows“ (irisch Cloch na h-Uaighe) und das Dun Altagore Cashel.
Die Portal und Wedge Tombs von Ballyvennaght sind Scheduled Monuments.